# 大沢悠里のにっぽん元気カンパニー
大沢悠里のにっぽん元気カンパニー（おおさわゆうりのにっぽんげんきカンパニー）とは独立行政法人中小企業基盤整備機構（中小機構）提供により2005年10月から2008年3月までTBSラジオほか一部地域のJRN系列局で放送していたラジオ番組。

## 番組概要
成功している全国の中小企業の実例紹介、及び中小企業施策の情報を提供していた。
番組の構成はパックンマックンのマックンとTBSの女性アナウンサーがレポートする「今週のいきいきカンパニー」を中心に「品田英雄のヒットのツボ」及び中小機構のCMとなっていた。
制作局であるTBSラジオでは『大沢悠里のゆうゆうワイド』内の1コーナー「ゆうゆうお昼のスーパートーク」として毎週火曜日正午から放送されていたのに対し、JRN各局では収録した番組内容を曜日・時刻を変えて放送していた。

## 出演者
- 大沢悠里
- 品田英雄（『日経エンタテインメント!』編集委員）
- マックン（吉田眞、パックンマックン）
- 小川知子（TBSアナウンサー、2005年10月-2007年3月、最終回にも出演）
- 豊田綾乃（TBSアナウンサー、2007年4月-9月）
- 新井麻希（TBSアナウンサー、2007年10月-2008年3月）

## 放送局および放送時間（終了時）
- TBSラジオ 火曜 12:00〜12:15（大沢悠里のゆうゆうワイド内）
- HBC 北海道放送 水曜 17:00〜17:15
- RAB 青森放送 金曜 14:45〜15:00（あおもりTODAY内）
- IBC岩手放送 土曜 16:05〜16:20
- TBC 東北放送 月曜 18:10〜18:25
- ABS 秋田放送 金曜 16:35〜16:50
- YBC 山形放送 土曜 18:10〜18:25
- RFC ラジオ福島 土曜 18:30〜18:45
- BSN 新潟放送 月曜 18:40〜18:55
- SBC 信越放送 土曜 18:40〜18:55
- YBS 山梨放送 月曜 18:30〜18:45
- SBS 静岡放送 土曜 18:30〜18:45
- KNB 北日本放送 月曜 11:40〜11:55
- MRO 北陸放送 月曜 12:40〜12:55 （石川名物!GOGOは本多町3丁目内）
- FBC 福井放送 金曜 12:40〜12:55
- CBC 中部日本放送 （ナイターシーズン：月曜 20:00〜20:15　オフシーズン：土曜 18:45〜19:00）
- KBS 京都放送[1] 木曜 13:30〜13:45（烏丸アナ小路上ル内）
- ABC 朝日放送[2] 土曜 12:30〜12:45
- WBS 和歌山放送 月曜 18:30〜18:45
- BSS 山陰放送 土曜 16:45〜17:00
- RSK 山陽放送 金曜 12:35〜12:50
- RCC 中国放送 日曜 11:15〜11:30
- KRY 山口放送 月曜 18:30〜18:45
- JRT 四国放送 土曜 11:25〜11:40
- RNC 西日本放送 土曜 17:20〜17:35
- RNB 南海放送 金曜 12:45〜13:00 （真さんのいよ!AM-igo内）
- RKC 高知放送 土曜 17:05〜17:20
- RKB毎日放送 月曜 18:00〜18:15
- NBC 長崎放送 土曜 16:30〜16:45
- RKK 熊本放送 金曜 12:10〜12:25
- OBS 大分放送 土曜 18:00〜18:15
- MRT 宮崎放送 土曜 15:45〜16:00
- MBC 南日本放送 土曜 12:35〜12:50
- RBC 琉球放送 土曜 11:45〜12:00